# Hello Especially
《Hello Especially》是日本雙人音樂組合無限開關的第19張單曲。2013年7月31日由Ariola Japan發行。

## 單曲解說
《Hello Especially》是自從無限開關的上一張單曲《Scarlet》以來，相隔1個月發行的最新單曲。同名標題曲「Hello Especially」曾被富士電視台電視動畫《銀之匙 Silver Spoon》選為第1期片尾主題曲使用。
販售形式有初回生產限定盤、期間生產限定盤及動畫盤共三種，並同一時間發行。初回盤的CD是以Blu-spec CD形式錄製，並附贈DVD。期間生產限定盤的封面則選用同名電視動畫的主要角色作封面，還有只要在指定店舗購買期間生產限定盤即可先行獲得贈禮「無限開關親筆的特製另一張CD封面」。

## 收錄歌曲
所有歌曲由無限開關作詞、作曲。

### 初回生產限定盤、通常盤
1. Hello Especially
  - 富士電視台電視動畫《銀之匙 Silver Spoon》第1期片尾主題曲
  - 無限開關出道10週年紀念歌曲。PV內容為與無限開關成員交情很深的名人和友人及後援會會員友情參加錄製演出。
2. Sound Off（サウンドオブ）
3. 10th -typeⅡ- (instrumental)
4. Hello Especially (backing track)

### 期間生產限定盤
1. Hello Especially
2. Sound Off（サウンドオブ）
3. 10th -typeⅡ- （instrumental）
4. Hello Especially（anime ver.）
5. Hello Especially（backing track）

## 影片剪輯中參演的名人
- KAN（創作歌手）
- 松隆子（藝人、演員）
- 小田和正（歌手、作曲家）
- 加藤謙太郎（日语：ディエゴ・加藤・マラドーナ）（搞笑藝人、足球選手）
- 川久保拓司（藝人、演員）
- 株元英彰（演員）
- LOVE ME DO（日语：LOVE ME DO (芸人)）（搞笑藝人）
- 菊池完（日语：菊池完）（足球選手）
- 大下源一郎（日语：大下源一郎）（演員）
- 田村憲司（日语：たむらけんじ）（搞笑藝人）
- 陽光直人（創作歌手）
- GAKU-MC（日语：GAKU-MC）（藝人、作詞家）
- 中村憲剛（足球選手）
- 武田雙雲（日语：武田双雲）（書法家）
- 富澤岳史（日语：富澤たけし）（搞笑藝人、演員）
- スギ。（日语：インスタントジョンソン）（搞笑團體）

## 初回特典DVD收錄內容
1. 「Hello Especially」 -video clip-
  - 導演由稗田典子與擔任。
2. 「Hello Especially」 -video clip making-
  - 歌曲PV（連續3天）的影片剪輯與幕後花絮的紀錄影片。

## 收錄專輯
BEST
- 《POPMAN'S WORLD ～All Time Best 2003-2013～（日语：POPMAN'S WORLD〜All Time Best 2003-2013〜）》（#1）
- 《POPMAN'S ANOTHER WORLD（日语：POPMAN'S ANOTHER WORLD）》（#2、3）
  - #3則在Bonus CD收錄。

LIVE
- 《無限開關 10th Anniversary Arena Tour 2013 “POPMAN'S WORLD”（日语：スキマスイッチ 10th Anniversary Arena Tour 2013 “POPMAN'S WORLD”）》（#1）
- 《無限開關 10th Anniversary “Symphonic Sound of SukimaSwitch”（日语：スキマスイッチ 10th Anniversary “Symphonic Sound of SukimaSwitch”）》（#1）
- 《無限開關 TOUR 2016 “POPMAN’S CARNIVAL”（日语：スキマスイッチ TOUR 2016 “POPMAN’S CARNIVAL”）》（#2）

## 外部連結
- Hello Especially【初回生產限定盤】 （日語）
- Hello Especially【初回生產限定動畫盤】 （日語）
- Hello Especially （日語）